# Jörg Michael

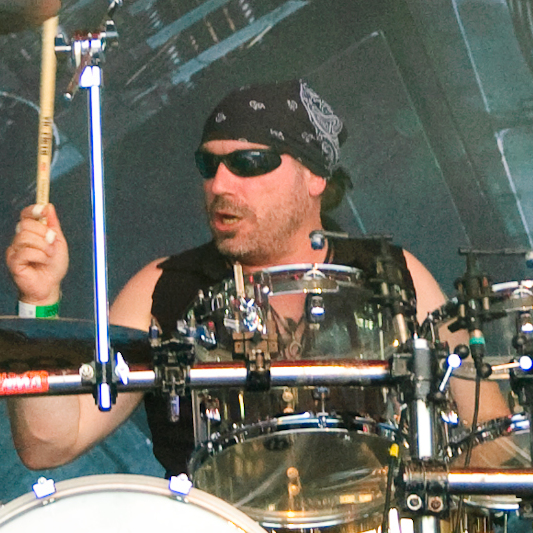
Jörg Michael, 2009

Jörg Michael (* 27. März 1963 in Dortmund) ist ein deutscher Heavy-Metal-Schlagzeuger.
In seiner über 25-jährigen Karriere spielte er u. a. in den Bands Grave Digger, Rage, Mekong Delta, Axel Rudi Pell, Running Wild und Saxon. Von 1996 bis 2012 spielte er fest in der finnischen Formation Stratovarius.
Michaels Schlagzeug besteht u. a. aus Teilen der Unternehmen Meinl, Premier und Vic Firth.
Mit seiner Ehefrau Birke hat er drei Kinder.

## Diskografie
mit Avenger
- 1984: Prayers of Steel
- 1985: Depraved to Black (EP)

mit Rage
- 1986: Reign of Fear
- 1987: Execution Guaranteed
- 1994: 10 Years in Rage

mit Der Riss
- 1986: They All Do What Their Image Says (EP)

mit 100 Names
- 1986: 100 Names

mit The Raymen
- 1986: Going Down to Death Valley
- 1995: The Rebel Years (best-of)

mit Metal Sword
- 1986: Metal Sword

mit Mekong Delta
- 1986: Mekong Delta
- 1988: The Music of Erich Zann
- 1989: Toccata
- 1989: Principle of Doubt
- 1990: Dances of Death (and Other Walking Shadows)
- 1993: Classics

mit X-Mas Project
- 1986: X-Mas Project (1986)

mit Tom Angelripper
- 1995: Ein Schöner Tag

mit Axel Rudi Pell
- 1989: Wild Obsession
- 1990: Nasty Reputation
- 1992: Eternal Prisoner
- 1993: The Ballads
- 1994: Between the Walls
- 1995: Made in Germany
- 1996: Black Moon Pyramid
- 1997: Magic
- 1998: Oceans of Time
- 1999: The Ballads II

mit Laos
- 1989: Laos
- 1990: We Want It (EP)
- 1993: More than a Feeling (EP)
- 1993: Come Tomorrow (EP)

mit Headhunter
- 1990: Parody of Life
- 1993: A Bizarre Gardening Accident
- 1994: Rebirth
- 2008: Parasite of Society

mit Schwarzarbeit
- 1990: Third Album

mit Grave Digger
- 1993: The Reaper
- 1994: Symphony of Death (EP)

mit Running Wild
- 1994: Black Hand Inn
- 1995: Masquerade
- 1998: The Rivalry

mit Glenmore
- 1994: For the Sake of Truth

mit House of Spirits
- 1994: Turn of the Tide
- 1999: Psychosphere

mit Unleashed Power
- 1997: Mindfailure
- 1999: Absorbed (EP)

mit Andreas Buttler
- 1995: Achterbahn fahrn

mit Stratovarius
- 1996: Episode
- 1997: Visions
- 1998: Visons of Europe (Live)
- 1998: Destiny
- 1999: The Chosen Ones (Best of)
- 1999: Infinite
- 2000: Intermission
- 2002: Elements Part 1
- 2003: Elements Part 2
- 2005: Stratovarius
- 2009: Polaris
- 2011: Elysium

mit Avalon
- 1997: Mystic Places

mit Die Herzensbrecher
- 1998: Seid glücklich und mehret Euch

mit Andy & The Traceelords
- 1998: Pussy!

mit Beto Vázquez Infinity
- 2001: Beto Vázquez Infinity

mit Saxon
- 2004: Lionheart

mit Kaledon
- 2005: Chapter 3: The Way of the Light

mit Devil’s Train
- 2012: Devil’s Train

mit Heavatar
- 2013: All my Kingdoms

| Personendaten    | Personendaten          |
| ---------------- | ---------------------- |
| NAME             | Michael, Jörg          |
| KURZBESCHREIBUNG | deutscher Schlagzeuger |
| GEBURTSDATUM     | 27. März 1963          |
| GEBURTSORT       | Dortmund               |